# Bufaler becblanc
El bufaler becblanc (Bubalornis albirostris) és un ocell de la família dels ploceids (Ploceidae).

## Hàbitat i distribució
Habita sabanes àrides del Senegal, Gàmbia, sud de Mauritània, Guinea Bissau, Guinea, sud de Mali, Burkina Faso, sud de Níger, nord de Ghana, nord de Benín, nord de Nigèria, Camerun, sud de Txad i nord de la República Centreafricana, Sudan del Sud, nord d'Etiòpia, Eritrea i cap al sud al nord d'Uganda i oest de Kenya.